# Stazione di Kreuzlingen Bernrain
La stazione di Kreuzlingen Bernrain (in tedesco Bahnhof Kreuzlingen Bernrain) è una stazione ferroviaria a servizio del comune svizzero di Kreuzlingen sulla ferrovia Wil-Kreuzlingen.

## Storia
La stazione fu attivata il 16 dicembre 1911, in occasione dell'apertura della linea Wil-Kreuzlingen-Costanza.

## Strutture e impianti
La stazione dispone di due binari dotati di marciapiede per il servizio passeggeri. È dotata di un fabbricato viaggiatori dismesso e di moderne pensiline.

## Movimento
La stazione è servita dai treni a cadenza semioraria (e che fermano su richiesta) sulla relazione Weinfelden - Costanza (linea S14 della rete celere di San Gallo).

## Servizi
Nella stazione sono presenti:
- Biglietteria automatica[3]

Inoltre, è presente un piccolo parcheggio di interscambio per automobili e biciclette.

## Interscambi
- Fermata autobus (Kreuzlingen Bernrain, Hauptstrasse/Bhf)[3][6]